# 岡山県立落合高等学校
岡山県立落合高等学校（おかやまけんりつ おちあいこうとうがっこう）は、岡山県真庭市にあった県立の高等学校。「落合」の名称は、学校のある地域の名称「落合町」から。

## 設置学科
- 普通科
- 看護科
- 専攻科

## 沿革
- 1924年 組合立落合実科高等女学校として開校
- 1926年 岡山県立落合高等女学校と改称
- 1948年 岡山県立落合高等学校と改称
- 1949年 男女共学化
- 2004年 岡山県立至道高等学校との統合により新しい「岡山県立落合高等学校」として発足
- 2011年 岡山県立久世高等学校との統合により「岡山県立真庭高等学校落合校地」が当校に併設される
- 2013年3月2日 閉校式を行う

なお、岡山県教育委員会が2018年度に策定した「県立高校教育体制整備実施計画」では県内に複数ある複数校地の解消が計画されており、2022年度に久世校地の生徒募集を停止し、2024年度から落合校地に集約する方向で調整している。

## 所在地
- 岡山県真庭市落合垂水448番地1

## 校風
- かつては女学校の流れをくんだ厳しい生徒指導と学習指導が行われ、1980年代の後半には普通科の半数が国公立大学に合格するほどの実績を誇った。1999年度（平成11年度）から県内普通科高校の小学区制が廃止され美作学区となると、地元出身者が津山市内の高校に流出し進学実績は下降し、定員割れを起こすようになった。同時に流入した地域外生徒に対しての生活指導でもふるわず、そのことも落合高校への志望を減らすことになった。
- 平成20年頃から真庭地区の高校再編が話題に上り始めると、それまでの国公立進学一辺倒から「地域から信頼される学校」を目指して教員を一新し、多様な生徒に対応した指導を行うようになった。
- 現在では服装頭髪指導の面で、帰宅指導を含んだ厳しい指導を行っている。また、あいさつ運動にも力を入れており,地域の信頼に応える指導がなされている。
- 学習指導では課題等の提出が徹底して指導される。
- これらの指導方針は「真庭高校落合校地」となった後も継続されるということである。